# Новая Заря (Херсонская область)
Новая Заря (укр. Нова Зоря) — село в Белозёрской поселковой общине Херсонского района Херсонской области Украины.
Почтовый индекс — 75012. Телефонный код — 5547. Код КОАТУУ — 6520385503.

## Население
Население по переписи 2001 года составляло 154 человека.

### Языковой состав
Родной язык населения по данным переписи 2001 года:
| Язык       | Численность, чел. | Доля     |
| ---------- | ----------------- | -------- |
| Украинский | 106               | 68,83 %  |
| Армянский  | 43                | 27,92 %  |
| Русский    | 5                 | 3,25 %   |
| Итого      | 154               | 100,00 % |

## Местный совет
75012, Херсонская обл., Белозёрский р-н, с. Правдино, ул. Высоцкой, 59